# Тульський трамвай
Тульський трамвай — діюча трамвайна мережа у місті Тула, Росія.

## Історія
Перша лінія тульського трамвая (конка) була введена в дію у травні 1888 року. Перший електричний трамвай введено в дію 7 листопада 1927 року на лінії завдовжки 9 км.

## Депо та ПТО
Депо:
- Красноармійське депо — створено в 1927 році, в 1959 році перетворено на вагоноремонтні майстерні, ліквідовано у 2007 році.
- Басово депо — створено в 1939 році, ліквідовано в 1979 році.
- Оборонне депо — створено в 1959, передано службі автобусного транспорту у 2008 році.
- Депо Криволуччя — створено в 1973 році.

Пункти технічного обслуговування (ПТО):
- Курський вокзал (1930—1965).
- Селище Кірова (1930—1977).
- Комбайновий завод (1936—1991).
- Рогожинське селище (1951—1962).
- Педінститут (1962—1980).
- НТМЗ, стадіон «Металургів» (1967—1997).
- Московський вокзал (1974—2006)
- Кондитерська фабрика «Ясна Поляна» (М'ясново) (1977—2006).
- Менделєєвське селище (1980—2006).
- Щегловська Засєка (1991—1998).

## Маршрути
| Трамвайні маршрути на початок 2010-х років |                                                           |
| №                                          | Маршрут руху                                              |
| 3                                          | Московський вокзал — Щегловська Засєка                    |
| 5                                          | Кондитерська фабрика «Ясна Поляна» — Червоний Перекоп     |
| 6                                          | Вулиця Штикова — Стадіон «Металург»                       |
| 7                                          | Щегловська Засєка — Стадіон «Металург»                    |
| 8                                          | Вулиця Штикова — Кондитерська фабрика «Ясна Поляна»       |
| 9                                          | Московський вокзал — Стадіон «Металург»                   |
| 10                                         | Стадіон «Металург» — Кондитерська фабрика «Ясна Поляна»   |
| 12                                         | Вулиця Штикова — Менделєєвське селище                     |
| 13                                         | Червоний Перекоп — Стадіон «Металург»                     |
| 14                                         | Кондитерська фабрика «Ясна Поляна» — Менделєєвське селище |
| 15                                         | Вулиця Штикова — Щегловська Засєка                        |

## Рухомий склад

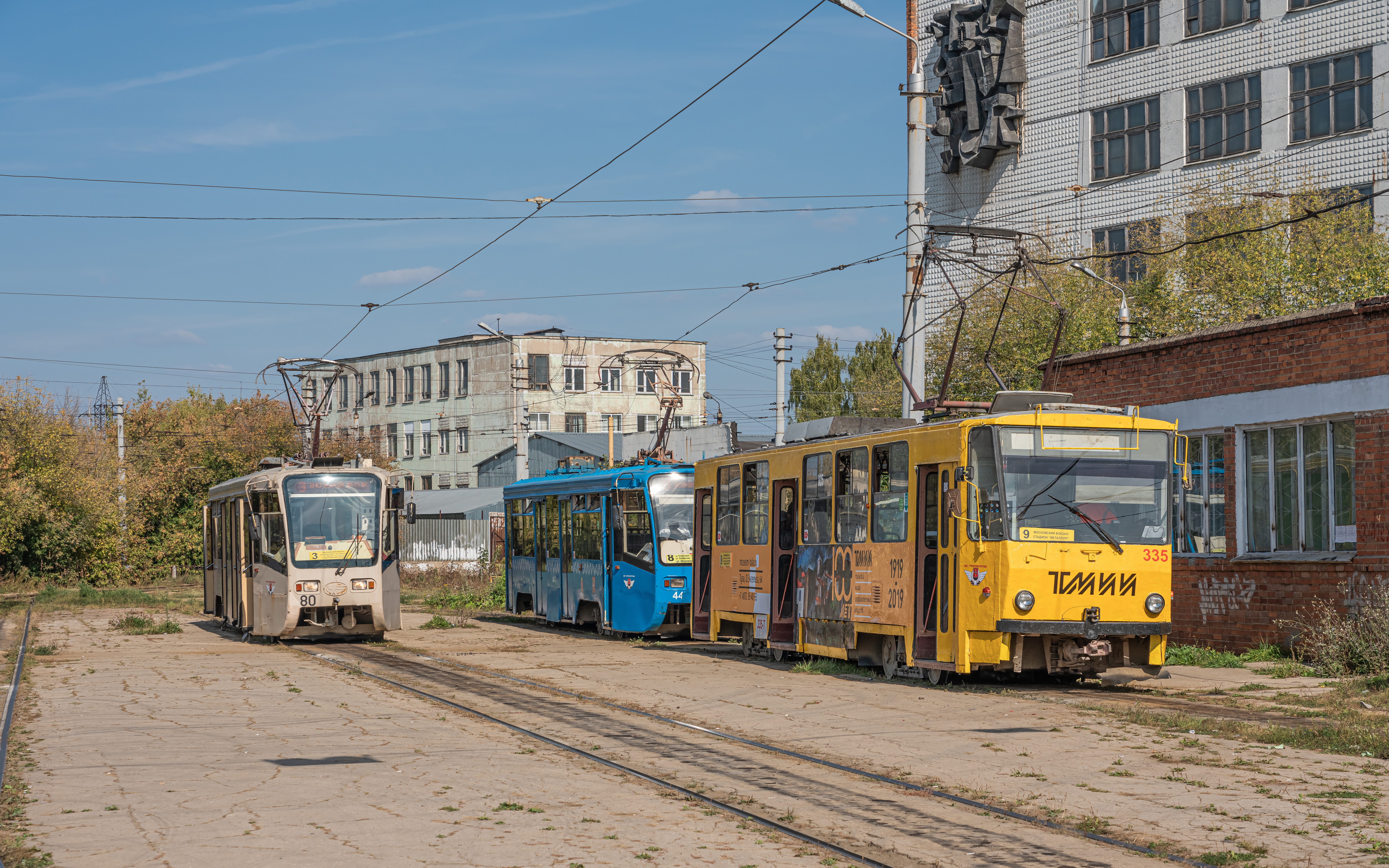
Трамваї Тули

Станом на жовтень 2024 року на балансі підприємства перебуває рухомий склад:
| Тип моделі        | Кількість, од. |
| ----------------- | -------------- |
| 71-619КТ          | 37             |
| 71-911ЕМ «Левеня» | 22             |
| 71-407            | 17             |
| 71-623-02         | 10             |
| 71-619А           | 8              |
| 71-153 (ЛМ-2008)  | 1              |
| 71-619А-01        | 1              |
| 71-619АС          | 1              |
| Всього:           | 97             |

16 лютого 2024 року був останнім днем експлуатації трамваїв Tatra на маршрутах міста. З 17 лютого 2024 року усі вагони Tatra T6B5 (Т3М) відсторонені через несправність та очікування списання.